# Gustav von Paykull
Gustav von Paykull, né le 21 août 1757 à Stockholm et mort le 28 janvier 1826, est un entomologiste et ornithologue suédois.

## Biographie
Il est membre de l'Académie royale des sciences de Suède et participe à la fondation du Muséum suédois d'histoire naturelle (Naturhistoriska Riksmuseet) de Stockholm. Sa collection est conservée par cette institution.
Ses principales publications sont :
- Monographia Histeroidum. Uppsala : Palmblad (1811).
- Fauna Suecica. Insecta, Coleoptera. Uppsala : Edman (trois volumes, 1798, 1799, 1800).